# Línea SE862 (EMT Madrid)
El Servicio Especial (S.E.) codificado como SE862 de la EMT de Madrid unió las estaciones de El Pozo y Vicálvaro en sustitución de las líneas C-2, C-7 y C-8 de Cercanías Madrid, que permaneció cortada por obras los días 3, 4 y 5 de mayo de 2024.

## Características
Esta línea prestó servicio los días 3, 4 y 5 de mayo de 2024, uniendo las estaciones de El Pozo y Vicálvaro por obras de infraestructura en la línea 930 de Adif, cubriendo por ello parte del recorrido de las líneas C-2, C-7 y C-8 de Cercanías Madrid.
Era gratuita para los usuarios, pues se trataba de un servicio especial consensuado entre ambos operadores de transporte.
Para minimizar el tiempo de espera en los primeros servicios, y a diferencia de otras líneas de autobús, cada mañana salían autobuses desde algunas paradas intermedias para complementar a los autobuses que salían desde las cabeceras, según el siguiente esquema:
| Sentido Vicálvaro | Vallecas (05:51) |
| Sentido El Pozo   | Vallecas (06:21) |

## Horarios
| 3 de mayo de 2024     |                   |
| De inicio a 22:00     | cada 4 minutos    |
| De 22:00 a fin        | cada 7-8 minutos  |
| 4 y 5 de mayo de 2024 |                   |
| De inicio a 8:00      | cada 9-11 minutos |
| De 8:00 a 22:00       | cada 8 minutos    |
| De 22:00 a fin        | cada 9-10 minutos |

## Recorrido y paradas
| Estación sustituida | Parada                                                               | Parada                                         | Conexiones con otras líneas de metro y de Cercanías |
| Estación sustituida | Sentido Vicálvaro                                                    | Sentido El Pozo                                | Conexiones con otras líneas de metro y de Cercanías |
| ------------------- | -------------------------------------------------------------------- | ---------------------------------------------- | --------------------------------------------------- |
| El Pozo             | 4645 Av. Entrevías con C/ Esteban Carros                             | 4644 Av. Entrevías con Estación El Pozo        | El Pozo                                             |
| Vallecas            | 1027 Av. Democracia - S/N (antes del intercambiador C/ S. Guadalupe) | 5949 Av. Democracia, 2                         | Sierra de Guadalupe                                 |
| Santa Eugenia       | 1039 Av. del Mediterráneo con C/ Castrillo de Aza                    | 3967 Av. del Mediterráneo con Av. Sta. Eugenia |                                                     |
| Vicálvaro           | 4585 Av. Gran Vía del Este con C/ San Cipriano                       | 4011 San Cipriano con Av. Gran Vía del Este    | Puerta de Arganda Vicálvaro                         |